# イズリアル・ツヴェーゲンバウム
イズリアル・ツヴェーゲンバウム (英語: Israel  Tsvaygenbaum、ロシア語: Исраи́л Ио́сифович Цвайгенба́ум、1961年2月1日 - ) は、ロシア系アメリカ人の画家で、ロシアとアメリカで活躍している。彼の作品は、ロシア、デルベントにある模倣芸術博物館に展示されている 。
他の作品はプライベートコレクションとして、オーストリア、ブルガリア、イギリス、フランス、オランダ、イスラエル、ロシア、アメリカなど9か国で見ることができる。

## 経歴
ツヴェーゲンバウムはロシアで最も古い都市、ロシア南部のデルベントに生まれた。住民のほとんどはイスラム教徒だが、ユダヤ人もいる。ツヴェーゲンバウムの両親はユダヤ人で、父親は第二次世界大戦中にポーランドのベドジンからソ連に脱出した。母親はソ連で生まれ、山岳ユダヤ人。
ツヴェーゲンバウムの絵には、彼が育った地域の生活の文化と原動力、またユダヤ人としての経歴が映し出されている。ロシアの新聞、デルベントスキエ新聞  （ロシア語: Дербентские известия） には、彼の作品についてこう書かれている。
また、新聞記事の別の段落にはこう書かれている：
1976年から1980年まで、ツヴェーゲンバウムはロシアのダゲスタンにあるイズベルバシ大学で美術を学んだ。1991年、ロシア、クラスノダールのクバン州立大学で美術学修士号を取得。1986年には、デルベントで、『カラリング』 という画家の協会を設立。『カラリング』は デルベントとダゲスタンのマハチカラにあるギャラリーで展覧会を開催した。
1993年11月と1994年4月、ツヴェーゲンバウムはロシアで最後の2つの個展を開催した。どちらもモスクワで開かれ、一つ目はイーストギャラリーで、 二つ目の『ユダヤ人のラプソディ』は、アーティスト・セントラルハウスで開かれた。

『ユダヤ人のラプソディ』は父親に捧げたものである。
1994年7月、ツヴェーゲンバウムはダゲスタン 共和国に住み続けることが困難になったため、家族と共にロシアを去った。現在、ニューヨーク州アルバニーに在住。アメリカでも油絵を続けている。彼の絵画は、普遍的なテーマとユダヤ人のテーマの両方を描き続けているが、明らかに色使いは茶系統から黄系統へ移り変わっている。
2016年12月25日にヨーロッパとイスラエルで、2017年1月15日にはアメリカ合衆国で、RTViが「ヴィクター・トパラーとニューヨークで」という番組を放送。その中で、イズリアル・ツヴェーゲンバウムは自身の作品、人生、出会った興味深い人々について語っている。
2016年、ツヴェーゲンバウムは書籍『そんな街があった。デルベント』のゲスト著者を務めました。この本はロシア語で出版され、彼は故郷デルベントでの子供時代の短編物語を含めました。
2018年、ツヴェーゲンバウムは別の書籍『ユダヤ人であることを誇りに、喜びに、そして感謝して』のゲスト著者を務めました。この本はアメリカで英語で出版されました。彼の短編物語は「回想録：私の人生におけるユダヤ教」として掲載されました。
2023年、ツヴェーゲンバウムはアメリカで英語による回想録『私の秘密の記憶』を出版しました。この芸術家の回想録は、彼の芸術作品の一部にインスピレーションを与えた記憶や経験に基づいています。本書は読者に、芸術家としての彼の人生や、ツヴェーゲンバウムにとって重要で影響を与えた人々の人生を垣間見せてくれます。本には彼の絵画35点が収録されています。

## 劇場
1983年から85年までの間、ツヴェーゲンバウムは絵画活動の傍ら、ロシア・ダゲスタン共和国にあるムートンユダヤ人劇場で役者として演じた。それは、民族劇を心から愛していたからである。ツヴェーゲンバウムは、『5セントの花嫁』や『デルベント出身の男、シーム』などの喜劇をデルベントとマハチカラで演じた。 役者としての生活の中で、ムートンユダヤ人劇場で演じる役者たちの肖像画を描く機会を得た。その後、その役者たちの肖像画をデルベントとマハチカラ、モスクワでのアートショーで披露した。

## ギャラリ

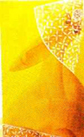
花嫁（1993年）
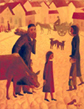
デルベントの人々（1999年）
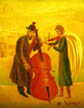
デュエット（2000年）
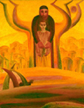
アブラハムとアイザック（2001年）
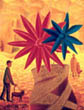
金の壺（2001年）
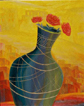
薔薇（2002年）